# خورخي رييس
خورخي رييس (بالإنجليزية: Jorge Reyes)‏ هو كاتب أمريكي، ولد في 9 مارس 1972، وتوفي في 13 مارس 2015.